# Banana Pi
Banana Pi je jednodeskový mini počítač podobný Raspberry Pi nebo Orange Pi a předchůdce modelu Banana Pro od společnosti Lemaker.
Projekt Banana Pi vznikl na počátku roku 2013. Základem počítače je dvoujádrový procesor ARM Cortex-A7 s integrovaným GPU jádrem Mali400MP2. Deska obsahuje integrovanou operační paměť 1 GB DDR3. Deska neobsahuje žádnou interní paměť pro operační systém nebo ukládání souborů, nabízí však možnost připojení SD karty či SATA rozhraní pro připojení pevného disku. K připojení zobrazovací jednotky slouží konektor HDMI nebo kompozitní RCA. Zvukový výstup lze napojit skrze 3,5 mm JACK nebo HDMI. Na desce se nachází také integrovaný mikrofon. Základní deska obsahuje dva konektory USB 2.0 včetně jednoho konektoru USB OTG a jednoho konektoru USB micro sloužícího pro napájení. Banana Pi obsahuje 26 programovatelných pinů pro připojení rozšiřujících modulů a konektor na připojení LCD dotykového panelu. Součástí desky jsou i tři tlačítka - zapnutí, reset a bootování. Deska obsahuje infračervený přijímač pro dálkové ovládání. Základní deska počítače Banana Pi je napájena pomocí napájecího adaptéru 5V s doporučeným výstupním proudem 2A.
Oproti Raspberry Pi má Banana Pi přímo napojený ethernet adaptér 10/100/1000 s konektorem RJ45. Celý počítač se rozměry 90 mm x 60 mm a rozložením konektorů velmi podobá Raspberry Pi a je kompatibilní s většinou podporovaných příslušenství určených právě k Raspberry Pi.

## Hardware
- Dvoujádrový procesor ARM Cortex-A7 taktovaný na 1GHz
- Integrované grafické jádro Mali400MP2
- Operační paměť 1GB DDR3
- Obrazový výstup kompozitní RCA, HDMI
- Zvukový výstup přes 3,5 mm konektor JACK, HDMI
- Integrovaný mikrofon
- 26 GPIO pinů
- Slot pro připojení SD karty
- SATA rozhraní
- Dva USB 2.0 porty, jeden USB OTG a jeden micro USB
- Ethernetový adaptér 10/100/1000 s konektorem RJ45

Rozměry desky: šířka 60 mm, délka 92mm, rozložení konektorů na desce je kompatibilní s deskou Raspberry Pi model B. Váha desky bez připojených periferií je 48 gramů.

## Porovnání Banana Pi vs. Rasbperry Pi
Porovnání klíčových parametrů Banana Pi proti Raspberry Pi:
| Parametr         | Banana Pi                          | Raspberry Pi (model B)                    |
| ---------------- | ---------------------------------- | ----------------------------------------- |
| Čipset           | Allwinner A20                      | Broadcom BCM2835 SoC                      |
| Procesor         | ARM Cortex-A7 Dual-Core 1GHz       | ARM1176JZ-F 700MHz                        |
| Grafický adaptér | ARM Mali400 MP2, OpenGL ES 2.0/1.1 | Dual Core VideoCore IV, OpenGL ES 2.0/1.1 |
| Operační paměť   | 1GB DDR3 SDRAM                     | 1-4GB 400MHz SDRAM                        |
| Úložiště         | SD (Max. 64GB) / MMC, SATA         | SD, MMC, SDIO                             |
| Ethernet         | 10/100/1000 RJ45                   | 10/100/1000 RJ45                          |
| USB 2.0          | 2x na čipu A20                     | 2x na čipu LAN9512                        |
| Video výstup     | HDMI 1.4, kompozitní RCA, LVDS     | HDMI 1.3a, kompozitní RCA, (DSI)          |
| Audio výstup     | HDMI, 3,5 mm JACK                  | HDMI, 3,5 mm Jack                         |
| Audio vstup      | mikrofon                           | není                                      |
| Napájení         | 5V / 2A USB micro                  | 5V / 1,2A USB micro                       |

Čipset A20 se běžně používá v moderních tabletech či v chytrých telefonech.

## Historie
Projekt Banana Pi vznikl na počátku roku 2013 jako reakce na vznikající komunitu Raspberry Pi. Nevýhodou ethernetového rozhraní Raspberry Pi byl fakt, že toto rozhraní bylo připojeno interně jako další USB periferie, což zvyšovalo nároky na další systémové prostředky.[zdroj?] V prosinci roku 2013 začalo první velké testování prvních prototypů této desky a v dubnu 2014 se spustil oficiální prodej desek Banana Pi. V červnu 2014 byl uvolněn zdrojový kernel komunitou Banana Pi na Github.
V dubnu 2015 byla vydána nová stabilní verze linuxového operačního systému Bananian OS 15.04, která opravovala chyby původní verze od hlavního uvedení Banana Pi/Pro/R1.

## Vývojové desky

### Banana Pi - model BP-A20 M1
Základní verze - Dvoujádrový ARM Cortex-A7 1GHz, Mali400MP2, 1GB DDR3, 1x Gigabit LAN, 2x USB 2.0., HDMI...
Jedná se o základní model, který lze zakoupit jak na zahraničních obchodech tak i na českém trhu v oficiální české distribuci.
Cena za tento model se pohybuje řádově okolo 1 400 Kč.[zdroj?]

### Banana Pi - model BP-A20 M1+ (plus)
Rozšířená a vylepšená verze - Dvoujádrový ARM Cortex-A7 1GHz, Mali400MP2, 1GB DDR3, 1x Gigabit LAN, WiFi, 2x USB 2.0., HDMI...
Koncem roku 2014 byla představena i rozšířená, tzv. plus verze základního modelu Banana Pi od původního výrobce, která reflektovala partnerskou verzi Banana Pro. Tato verze je založena na stejné konfiguraci jako základní model, avšak obsahuje navíc integrovaný bezdrátový adaptér WiFi B/G/N, včetně úspory místa se zahrnutým slotem na Micro SDHC kartu a rozšířením GPIO pinů.

### Banana Pi - model BP-A20 M2
Čtyřjádrový ARM Cortex-A7 1GHz Quad Core, PowerVR SGX544MP2, 1GB DDR3, 1x Gigabit LAN, 1x WiFi, 4x USB, HDMI...
Tento model disponuje čtyřjádrovým procesorem ARM Cortex-A7 s čipsetem PowerVR SGX544MP2. Oproti prvnímu modelu má již slot na Micro SDHC karty (odpadá použití redukce nebo velké SD karty). Novinkou byla také podpora integrovaného bezdrátového adaptéru WiFi B/G/N. V rámci tohoto rozšíření naopak tento model postrádá konektor SATA.

### Banana Pi - model BP-A20 M2+(Plus)
Čtyřjádrový ARM Cortex-A7 1GHz Quad Core, Mali400MP2, 1GB DDR3, 1x Gigabit LAN, 1x WiFi, 2x USB, HDMI...
Tento model disponuje čtyřjádrovým procesorem ARM Cortex-A7 s čipsetem PowerVR Mali400MP2. Také zde proti prvnímu modelu je již slot na Micro SDHC karty (odpadá použití redukce nebo velké SD karty) a je podporován integrovaný bezdrátový adaptér WiFi B/G/N. Tento model také postrádá konektor SATA.

### Banana Pi - model BPI-A83T M3
Osmijádrový ARM Cortex-A7, PowerVR SGX544MP1, 2GB DDR3, 1x Gigabit LAN, 1x WiFi, 1x BT, 2x USB, HDMI...
Zásadní změnou u tohoto modelu bylo využití přímého napájecího konektoru, který nahradil dříve používaný MicroUSB konektor, který nebyl navržen na dodávání tak velkého napájecího proudu.[zdroj?] Lze koupit modely jak s novým konektorem, tak s konektorem MicroUSB.
Předností je využití nového osmijádrového procesoru ARM Cortex-A7 s novou čipsetovou řadou PowerVR SGX544MP1. Navýšení se dočkala i integrovaná operační paměť RAM, která se zdvojnásobila na 2GB typu DDR3, opět sdílenou v rámci GPU. Model Banana Pi M3 dále zahrnuje plnou podporu bezdrátového adaptéru WiFi se standardem B/G/N (150Mbit/s) a integrovaným bezdrátovým modulem Bluetooth v4.0.

### Banana Pi open source router - model BPI-R1
Platforma pro open-source router. Obsahuje dvoujádrový ARM Cortex-A7 1GHz, Mali400MP2, 1GB DDR3, 5x Gigabit LAN, WiFi B/G/N 2T2R MIMO 300Mbit/s, 1x USB, HDMI, SATA
Následovník původního Banana Pi - projekt určený pro vytvoření multifunkčního počítače v kombinaci s gigabitovým wifi routerem. V současné době je možné využít oficiální operační systém Bananian nebo upravený operační systém DDWRT, který je určený především pro síťové zařízení.
Cena tohoto modelu se pohybuje okolo 2 200 Kč a je již k sehnání v České republice.[zdroj?]

### Banana Pi IO rozšiřující karta
K Banana Pi je možné připojit většinu rozšiřujících modulů, senzorů nebo doplňkového hardwaru kompatibilních s Raspberry Pi.[zdroj?] Jedním z doplňkových příslušenství je rozšiřující karta s IO výstupy pro připojení dalších 32 GPIO pinů.

### Banana Pi D1 modul s externí kamerou
Novinkou je samostatný modul s integrovanou CMOS kamerou.

## Operační systém
Banana Pi podporuje tak jako Raspberry Pi následující operační systémy:
- Linux (Banana Pi OS, Raspbian, Debian, Arch-Linux, Ubuntu a další upravené verze)
- Android

Operační systém se rozbaluje na SD kartu pomocí programu Win32DiskImager z operačního systému Windows nebo pomocí programu usb-imagewriter z operačního systému Linux.
SD karty jsou choulostivé na velké množství přepisu záznamových buněk,[zdroj?] proto se doporučuje využívat větší kapacity se softwarovou funkcí náhodného zápisu. Životnost SD karty lze prodloužit i vypnutím pravidelných záznamů - logů nebo vypnutím swapu. V některých případech lze využít fyzické zablokování zápisu na SD kartu (malý přepínač na kartě).

## Napájení
Všechny modely Banana Pi/Pro jsou napájeny skrze Micro USB konektor. Výrobce doporučuje využít napájecí zdroj, který při výstupním napětí 5V dodává stabilně proud více než 1 Ampéru. Jedním z možných problémů je příliš velká délka kabelu a velmi tenké vodiče, přes které takový proud neproteče.

## Volitelné příslušenství pro Banana Pi

### Rozšiřující SATA Multiplier
S ohledem na využití integrovaného SATA portu je možné vývojové desky Banana Pi rozšířit o další konektory SATA za pomoci tzv. "SATA Multiplieru". Tato chytrá deska umožňuje rozšířit sběrnici SATA o dalších 5 konektorů, tím pádem lze připojit až 5 dalších zařízení se SATA rozhraním. Modulem s nativní podporou pro Banana Pi je deska s označením JMB 321 Sata Multiplier, který nese název po svém čipsetu JMB 321. Tento modul podporuje připojení zařízení kompatibilní s rozhraním SATA I. a SATA II., o celkové datové propustnosti 1,5Gbit/s až 3,0Gbit/s. Modul JMB 321 se připojuje k Banana Pi propojovacím SATA kabelem a napájí se externím zdrojem s napájecím napětím 5V. Modul JMB 321 lze pvyužít pro připojení více pevných disků k Banana Pi, či pozdějšího vytvoření softwarového pole RAID. Dá se také využít v systémové konfiguraci operačního systému BananaNAS či OpenMediaVault.